# Sachar Blank
Sachar Blank (* 10. Juli 1985 in Qaraghandy, Kasachische SSR) ist ein deutsch-kasachischer Eishockeyspieler, der zuletzt bei den Heilbronner Falken in der DEL2 unter Vertrag stand.

## Karriere
Blank begann seine Karriere bei den Jungadlern Mannheim in der DNL. Nach guten Leistungen absolvierte der Linksschütze in der Saison 2003/04 seine ersten DEL-Einsätze für die Adler und kam auch immer wieder beim Mannheimer Farmteam, dem damaligen Zweitligisten Heilbronner Falken zum Einsatz. Auch in den folgenden Jahren stand der 1,89 m große Stürmer jeweils für die Adler und die Falken auf dem Eis, in der Saison 2005/06 spielte Blank zum ersten Mal in allen 52 Hauptrundenspielen für Mannheim und erzielte dabei seine ersten vier DEL-Tore.
In der Spielzeit 2006/07 gewann er mit den Adlern die deutsche Meisterschaft. In der Saison 2007/2008 schnürte Sachar Blank für die Hannover Scorpions und ebenfalls mit einer Förderlizenz ausgestattet für den REV Bremerhaven die Schlittschuhe. In der Saison 2009/10 gewann er mit den Hannover Scorpions ebenfalls den deutschen Meistertitel. Insgesamt absolvierte Sachar Blank 311 Spiele für die Niedersachsen und erzielte dabei 37 Punkte. Nach sechs Spielzeiten in Hannover kehrte der Stürmer zur Saison 2013/14 an seine alte Wirkungsstätte zu den Heilbronner Falken in die DEL2 zurück. Zur Saison 2015/2016 wechselte er erneut zu den Hannover Scorpions, die seit der Saison 2013/2014 in der Oberliga Nord spielen.

### International
Für deutsche Jugend-Nationalmannschaften nahm Blank an der U18-Junioren-Weltmeisterschaft 2003 sowie an der U20-WM 2005 teil. In insgesamt elf Pflichtspielen für deutsche Junior-Teams erzielte der Mannheimer bisher zwei Tore und zwei Assists.

## Erfolge und Auszeichnungen
- 2007 Deutscher Meister mit den Adler Mannheim
- 2010 Deutscher Meister mit den Hannover Scorpions

## Karrierestatistik
(Legende zur Spielerstatistik: Sp oder GP = absolvierte Spiele; T oder G = erzielte Tore; V oder A = erzielte Assists; Pkt oder Pts = erzielte Scorerpunkte; SM oder PIM = erhaltene Strafminuten; +/− = Plus/Minus-Bilanz; PP = erzielte Überzahltore; SH = erzielte Unterzahltore; GW = erzielte Siegtore; 1 Play-downs/Relegation; Kursiv: Statistik nicht vollständig)